# Jüdischer Friedhof (Rodenberg)
Der Jüdische Friedhof Rodenberg in der niedersächsischen Stadt Rodenberg im Landkreis Schaumburg liegt an der „Kilianskammer“ am Osthang des Rodenbergs. Auf dem 1.523 m² großen Friedhof sind 99 Grabsteine vorhanden.

## Geschichte
Der Friedhof wurde 1830 angelegt. Er war auch Begräbnisplatz für die Juden aus Apelern, Beckedorf, Hohnhorst und Groß Nenndorf. 1939 wurde seine Schließung verfügt. 1952 ging der Friedhof in den Besitz der Jewish Trust Corporation über und 1960 übernahm der Landesverband der Jüdischen Gemeinden von Niedersachsen die Pflege des Geländes.